# Reevaart
De Reevaart of Nieuw Vecht was een vaart, gegraven in 1629, om een bocht in de Vecht af te snijden. De vaarweg werd hiermee aanzienlijk verkort. Na het gereedkomen van het Merwedekanaal nam het scheepvaartverkeer sterk af. De vaart werd in de tweede helft van de 20e eeuw gedempt. Op het traject van het kanaal ligt nu een belangrijke weg, de Dammerweg die Nederhorst den Berg van noord naar zuid doorkruist.
Op 12 augustus 1628 verleenden de Staten van Utrecht octrooi aan de stad Utrecht tot het realiseren van een zandpad langs de Vecht tot de Hinderdam in Nederhorst den Berg. In opdracht van de bestuurders werd een kanaal gegraven, de Reevaart of Nieuwe Vecht. Het werk stond onder leiding van de ambachtsheer van Nederhorst, Graaf Godard van Rheede (1588-1648), aan wie de naam voor de vaart is ontleend. Het kanaal met een lengte van twee kilometer verkorte de vaarroute voor de schepen over de Vecht tussen Utrecht, de Zuiderzee en Amsterdam.
Door het kanaal werd het dorp in tweeën gedeeld. Er werd een dubbele ophaalbrug over de vaart gebouwd, om deze te passeren betaalden het weg- en waterverkeer tol. Het dorp profiteerde van het scheepvaartverkeer, schippers kochten bij de winkeliers langs de Reevaart proviand en scheepsbenodigdheden in. In het begin van de 19e eeuw werd de vaart onderdeel van de Keulse Vaart, een belangrijke route tussen Amsterdam en de Rijn en verder naar het Duitse achterland.
Na het gereedkomen van het Merwedekanaal in 1892 nam het verkeer op de Reevaart af. Plannen om de Reevaart te verbreden en te verdiepen waren te duur en de scheepvaart passeerde het dorp op afstand. De tolinkomsten daalden waardoor de brug minder goed werd onderhouden. Geen andere partij had geld over voor het onderhoud. In 1969 werd het grootste en zuidelijke deel van de Reevaart gedempt en de brug en brugwachterwoning gesloopt. In de jaren tachtig van de 20e eeuw is het noordelijk deel ook gedempt.
Recent heeft de stichting De Vecht terug in Nederhorst den Berg een poging gedaan de vaart weer te herstellen, maar kreeg hiervoor onvoldoende steun.